# Tribunal de Contas do Estado do Rio Grande do Sul
O Tribunal de Contas do Estado do Rio Grande do Sul é o órgão fiscalizador e controlador do uso do dinheiro público e da administração orçamentária e financeira do estado do Rio Grande do Sul, responsável por analisar as questões jurídicas sobre as despesas públicas e de julgamento das contas relativas.

## Apresentação
O Tribunal de Contas do Estado do Rio Grande do Sul tem jurisdição sobre todos os responsáveis, pessoas físicas ou jurídicas, que utilizem, arrecadem, guardem, gerenciem ou administrem dinheiro, bens e valores públicos pelos quais respondam o Estado ou quaisquer dos Municípios que o compõem, ou que assumam obrigações em nome do Estado ou de Município.
A Corte é composta por conselheiros e auditores substitutos de conselheiro, possuindo corpo técnico qualificado que realiza auditorias e instrui os processos de contas de gestão, examinando, ainda, todos os atos de pessoal praticados pelos jurisdicionados. Junto à Corte oficia o Ministério Público de Contas.
Para desempenhar sua missão com eficiência e eficácia, o TCE conta com uma estrutura enxuta quer material - sede e serviços regionais de auditoria -, quer no conjunto de servidores, quer nos recursos financeiros e orçamentários que são anualmente disponibilizados no orçamento do Estado.

## Certificação ISO 9001
O Tribunal de Contas do Estado do Rio Grande do Sul é o primeiro a certificar todos os processos, ou seja, o Sistema de Gestão está implementado em todas as Unidades. Assim, o escopo da auditoria está definido como: "Exercer o controle externo, através da fiscalização dos recursos públicos do Estado e dos Municípios do Rio Grande do Sul". Esta certificação significa que o TCE mantém um sistema que segue as melhores práticas de gestão do mundo.

## Composição
- Alexandre Postal (Presidente)
- Marco Peixoto (Vice-Presidente)
- Cezar Miola (Conselheiro)
- Edson Brum (Conselheiro)
- Estilac Martins Rodrigues Xavier (Conselheiro)
- Iradir Pietroski  (Conselheiro)
- Renato Luis Bordin de Azeredo (Conselheiro)
- Alexandre Mariotti (Conselheiro-Substituto)
- Ana Cristina Moraes (Conselheira-Substituta)
- Daniela Zago Gonçalves da Cunda (Conselheira-Substituta)
- Heloísa Trípoli Goulart Piccinini (Conselheira-Substituta)
- Letícia Ayres Ramos (Conselheira-Substituta)
- Roberto Debacco Loureiro (Conselheiro-Substituto)

## Serviços Regionais de Auditoria
- Caxias do Sul
- Erechim
- Frederico Westphalen
- Passo Fundo
- Pelotas
- Santa Cruz do Sul
- Santa Maria
- Santana do Livramento
- Santo Ângelo